# Malé Pusté pliesko
Malé Pusté pliesko, Pusté pliesko nebo Horné Pusté pleso je ledovcové jezero na dně Pusté kotliny v horní části Veľké Studené doliny ve Vysokých Tatrách na Slovensku. Má rozlohu 0,1450 ha. Je 69 m dlouhé a 31 m široké. Dosahuje maximální hloubky 4,4 m a objemu 1807 m³. Leží v nadmořské výšce 2061 m. Je největší ze skupiny tří Pustých ples.

## Okolí
Okolí plesa je převážně kamenité, pusté, což se také stalo původem jeho názvu. Na sever od plesa se zvedá hlavní hřeben Vysokých Tater s vrcholy Svišťového štítu a Rovienkové steny, které odděluje Svišťové sedlo. Jihozápadně od plesa se nachází větší Pusté pleso.

## Vodní režim
Pleso nemá povrchový přítok ani odtok. Voda odtéká pod zemí do Pustého plesa, které náleží k povodí Veľkého Studeného potoka. Rozměry jezera v průběhu času zachycuje tabulka:
| Rok     | Měření prováděl   | Rozloha ha | Délka m | Šířka m | Hloubka max.m | Objem m³ |
| ------- | ----------------- | ---------- | ------- | ------- | ------------- | -------- |
| 1961–67 | pracovníci TANAPu | 0,15       | 69      | 31      | 4,3           | [ 2 ]    |
| 2005    | Gregor, Pacl      | 0,1450     | [ 2 ]   | [ 2 ]   | 4,4           | 1807     |

## Přístup
Pleso je veřejnosti přístupné pouze s horským vůdcem, když okolo něj prochází výstupová cesta od Zbojnícke chaty na Svišťový štít přes Svišťové sedlo.